# ルイ・ジョルダン
ルイ・マヌエル・トリンダーデ・ジョルダン（Rui Manuel Trindade Jordão、1952年8月9日 - 2019年10月18日）は、アンゴラ・ベンゲラ出身の元ポルトガル代表のサッカー選手。ポジションはFW。

## 経歴
ポルトガルの植民地時代のアンゴラで生まれ、アンゴラのスポルティング・ベンゲラでキャリアをスタートさせた。
1971年にSLベンフィカに移籍し、1975-76シーズンには28得点を挙げ得点王を獲得した。1年間スペインのレアル・サラゴサに在籍した後に、1977年8月28日、スポルティングCPに移籍した。1980年には自身2度目の得点王を獲得し、1982年にチームの3冠に貢献した。
1987年にヴィトーリア・セトゥーバルに移籍し、1988-89シーズン終了後36歳で現役を引退した。
ポルトガル代表としては、1972年11月23日にキプロス代表戦でデビューを果たした。その後エースストライカーとして活躍した。UEFA欧州選手権1984では3位に入賞したが、2－3でフランス代表に敗れた準決勝で2ゴールを決めた。

## タイトル

### クラブ
SLベンフィカ
- スーペル・リーガ 1979-80, 1981-82
- タッサ・デ・ポルトガル 1977-78, 1981-82
- スーペルタッサ・カンディド・デ・オリベイラ 1981-82

### 個人
- スーペル・リーガ得点王 1975-76, 1979-80
- ポルトガル年間最優秀選手賞 1980